# 590 Tomyris
Tomyris (asteroide 590) é um asteroide da cintura principal com um diâmetro de 39,87 quilómetros, a 2,7682631 UA. Possui uma excentricidade de 0,0770595 e um período orbital de 1 897,33 dias (5,2 anos).
Tomyris tem uma velocidade orbital média de 17,19791893 km/s e uma inclinação de 11,17749º.
Este asteroide foi descoberto em 4 de Março de 1906 por Max Wolf.